# Vyasa (cráter)
Vyasa es un cráter de impacto del planeta Mercurio. Es un antiguo cráter rodeado de dos más jóvenes, Stravinsky y Sholem Aleichem.